# Mój rodzinny blues
Mój rodzinny blues – pierwszy album autorski gitarzysty Ryszarda Styły.

## Lista utworów
1. Mój rodzinny blues
2. Pocztówka z Kruklanek
3. Uśmiechnięty człowiek
4. Wdzięczny temat
5. Norbert blues

## Obsada
Spectrum Session:
- Ryszard Styła – gitara, kompozycje (1-5)
- Andrzej Cudzich – double bass
- Cezary Konrad – perkusja